# Grandes Esperanças (filme de 1946)
Great Expectations (br/pt: Grandes Esperanças) é um filme britânico de 1946, do gênero drama, dirigido por David Lean e com roteiro baseado em romance homônimo de Charles Dickens. Em 1998 foi desenvolvida nova versão, dirigida por Alfonso Cuarón .

## Elenco
- John Mills .... Pip (adulto)
- Jean Simmons .... Estella (criança)
- Valerie Hobson .... Estella (adulta)
- Martita Hunt .... Miss Havisham
- Finlay Currie .... Abel Magwitch
- Francis L. Sullivan .... Mr. Jaggers
- Bernard Miles .... Joe Gargery
- Alec Guinness .... Herbert Pocket (adulto)
- Anthony Wager .... Pip (criança)
- John Forrest .... Herbert Pocket (criança)
- Freda Jackson .... Mrs. Joe Gargery
- Ivor Bernard .... Mr. Wemmick
- Torin Thatcher .... Bentley Drummle

## Principais prêmios e indicações
Oscar 1948 (EUA)
- Venceu nas categorias de melhor fotografia branco-e-preto e melhor direção artística.
- Indicado nas categorias de melhor filme, melhor diretor e melhor roteiro.